# Nado sincronizado nos Jogos Olímpicos de Verão de 2008
As competições de nado sincronizado nos Jogos Olímpicos de Verão de 2008 foram realizadas entre 17 e 22 de agosto de 2008 no Centro Aquático Nacional de Pequim, na China.

## Calendário
| Agosto            | 6 | 7 | 8 | 9 | 10 | 11 | 12 | 13 | 14 | 15 | 16 | 17 | 18 | 19 | 20 | 21 | 22 | 23 | 24 |
| ----------------- | - | - | - | - | -- | -- | -- | -- | -- | -- | -- | -- | -- | -- | -- | -- | -- | -- | -- |
| Nado sincronizado |   |   |   |   |    |    |    |    |    |    |    |    |    |    | 1  |    |    | 1  |    |

|  | Dia de competição |  | Dia de final |

## Eventos
- Equipes feminino
- Duetos feminino

## Medalhistas
| Evento           | Ouro | Prata | Bronze |
| ---------------- | --- | --- | --- |
| Dueto detalhes   | Anastasia Davydova Anastasia Ermakova RUS Rússia | Andrea Fuentes Gemma Mengual ESP Espanha | Saho Harada Emiko Suzuki JPN Japão                                                                             |
| Equipes detalhes | Anastasia Davydova Anastasia Ermakova Maria Gromova Natalia Ishchenko Elvira Khasyanova Olga Kuzhela Yelena Ovchinnikova Anna Shorina Svetlana Romashina RUS Rússia | Alba María Cabello Raquel Corral Andrea Fuentes Gemma Mengual Thaïs Henríquez Laura López Gisela Morón Irina Rodríguez Paola Tirados ESP Espanha | Gu Beibei Huang Xuechen Jiang Tingting Jiang Wenwen Liu Ou Luo Xi Sun Qiuting Wang Na Zhang Xiaohuan CHN China |

## Quadro de medalhas
| Ordem | País        | Medalha de ouro | Medalha de prata | Medalha de bronze |   | Ordem por total |
| ----- | ----------- | --------------- | ---------------- | ----------------- | - | --------------- |
| 1     | RUS Rússia  | 2               |                  |                   | 2 | 1               |
| 2     | ESP Espanha |                 | 2                |                   | 2 | 1               |
| 3     | CHN China   |                 |                  | 1                 | 1 | 3               |
| 3     | JPN Japão   |                 |                  | 1                 | 1 | 3               |
| TOTAL | TOTAL       | 2               | 2                | 2                 | 6 | —               |